# Comuna Mărăcineni, Argeș
Mărăcineni (în trecut, Ciumești) este o comună în județul Argeș, Muntenia, România, formată din satele Argeșelu și Mărăcineni (reședința).

## Așezare
Comuna se află în centrul județului, imediat la nord de municipiul Pitești, pe malul stâng al Argeșului, acolo unde acesta primește apele afluentului Râul Doamnei. Este străbătută de șoseaua națională DN73, care leagă Piteștiul de Brașov. La Mărăcineni, din acest drum se ramifică șoseaua națională DN73D, care duce spre nord-est la Mioveni, Davidești, Vulturești, Hârtiești, Boteni, Mioarele și Valea Mare-Pravăț (unde se termină în DN72A). Tot la Mărăcineni și tot din DN73 se mai ramifică și șoselele județene DJ703K și DJ740. Prima duce spre nord-vest la Budeasa și Merișani, iar a doua duce spre nord la Micești.

## Toponimie
- Argeșelu - toponim topografic diminutival, format în numele topic Argeș. La origine, Argeș este menționat ca hidronim de către Herodot sub forma Ordessos, pe care Vasile Pârvan o considera o alterare a lui Ardessos. Toponimul are, în componenta sa fonetică, rădăcina indoeuropeană arg cu sens de „strălucitor, alb”. Numele actual al satului de reședință reprezintă denumirea unui cătun constituent al așezării; numele anterior - Ciumești era motivat prin faptul că „aici se îngropau ciumații din Pitești”. Toponimele locale: Boala (vale) și Dealul Bolii motivează denumirea anterioară[4].
- Mărăcineni - toponim topografic evocând natura terenului pe care s-a constituit așezarea, format pe baza apelativului mărăcine «lat. marrucina» → „nume generic dat la diverse plante a căror tulpină este acoperită cu spini”. Nicolae Dumitrache și Marin Pufu, autorii eseului monografic „Din istoria comunei Mărăcineni, jud. Argeș. Satele Ciumești (Argeșelul) și Mărăcineni. Începuturi, evoluție, evenimente, instituții, oameni”, vol. I, Pitești, 2009, consideră falsă ipoteza lui C. Alessandrescu, întrucât, după părerea lor, „Satele Ciumești și Mărăcineni își trag numele, de la numele fondatorului satului, de la un „moș” reprezentant al unui grup de oameni, a cărui poreclă s-a impus descendenții și comunitatea, precum și teritoriul respectiv primind numele acestuia, iar un cătun al unuia dintre aceste două sate și-a luat numele, pe care și astăzi îl poartă, după al unui negustor care făcea negoț cu sare”[5].

## Specific arhitectural
Arhitectura este populară tradițională, fiind integrată zonei Muscel.
Construcțiile edificate în perioada de la sfârșitul secolului al XIX-lea și începutul secolului al XX-lea prezintă două niveluri: parter amenajat ca loc de depozitare, dar și ca spațiu de locuit; etajul fiind destinat în exclusivitate locuinței, al cărei plan era format din tindă centrală și camere laterale. Accesul la etaj se asigură pe o scară interioară apărată de un parapet. Casele datând din perioada interbelică sunt supraînălțate pe un soclu continuat cu parapetul sălii prevăzute cu stâlpi din cărămidă de secțiune patrată sau cu coloane cilindrice terminate în capitel, sub cornișa profilată. Unele case mai joase prezintă un foișor de scară cu acoperiș în două ape.

## Demografie
Componența etnică a comunei Mărăcineni
     Români (90,45%)
     Alte etnii (0,68%)
     Necunoscută (8,87%)
Componența confesională a comunei Mărăcineni
     Ortodocși (84,03%)
     Penticostali (4,1%)
     Alte religii (1,79%)
     Necunoscută (10,09%)
Conform recensământului efectuat în 2021, populația comunei Mărăcineni se ridică la 5.322 de locuitori, în creștere față de recensământul anterior din 2011, când fuseseră înregistrați 5.193 de locuitori. Majoritatea locuitorilor sunt români (90,45%), iar pentru 8,87% nu se cunoaște apartenența etnică. Din punct de vedere confesional, majoritatea locuitorilor sunt ortodocși (84,03%), cu o minoritate de penticostali (4,1%), iar pentru 10,09% nu se cunoaște apartenența confesională.

## Politică și administrație
Comuna Mărăcineni este administrată de un primar și un consiliu local compus din 15 consilieri. Primarul, Nicolae-Liviu Dascălu[*], de la Partidul Social Democrat, este în funcție din 2012. Începând cu alegerile locale din 2024, consiliul local are următoarea componență pe partide politice:
|  | Partid                          | Consilieri | Componența Consiliului | Componența Consiliului | Componența Consiliului | Componența Consiliului | Componența Consiliului | Componența Consiliului | Componența Consiliului | Componența Consiliului | Componența Consiliului | Componența Consiliului |
|  | ------------------------------- | ---------- | ---------------------- | ---------------------- | ---------------------- | ---------------------- | ---------------------- | ---------------------- | ---------------------- | ---------------------- | ---------------------- | ---------------------- |
|  | Partidul Social Democrat        | 10         |                        |                        |                        |                        |                        |                        |                        |                        |                        |                        |
|  | Alianța pentru Unirea Românilor | 3          |                        |                        |                        |                        |                        |                        |                        |                        |                        |                        |
|  | Partidul Național Liberal       | 1          |                        |                        |                        |                        |                        |                        |                        |                        |                        |                        |
|  | Uniunea Salvați România         | 1          |                        |                        |                        |                        |                        |                        |                        |                        |                        |                        |

## Istorie
La sfârșitul secolului al XIX-lea, comuna făcea parte din plasa Râul Doamnei a județului Muscel și era formată din satele Mărăcineni și Gropeni. În comună existau o biserică și o școală cu 56 de elevi (dintre care 19 fete). La acea vreme, pe teritoriul actual al comunei mai funcționa în aceeași plasă și comuna Ciumești, cu satele Ciumești, Ulițeasca și Sărărești, cu 629 de locuitori; existau și aici o biserică și o școală, iar principalii proprietari de pământ erau Nae I. Micescu, I. Micescu și Trandafirescu. În 1918, comuna Mărăcineni a fost fondată, administrată de către primarul Titu Dumitrescu al Partidului Național Liberal. Anuarul Socec din 1925 consemnează unificarea celor două comune, sub numele de Ciumești, comună aparținând plășii Golești a aceluiași județ și având 1840 de locuitori în satele Ciumești, Gropeni, Mărăcineni și Sărărești. În 1931, comuna a luat din nou numele de Mărăcineni, satele Ciumești și Sărărești trecând temporar la comuna Micești.
În 1950, comunele au fost transferate orașului regional Pitești, reședința regiunii Argeș. Satul Ciumești a primit în 1964 denumirea de Argeșelu. În 1968, comuna Mărăcineni a devenit, în componența actuală, comună suburbană a municipiului Pitești. Din 1989, când s-a renunțat la conceptul de comună suburbană, comuna Mărăcineni a fost subordonată direct județului Argeș.

## Patrimoniul cultural-istoric
Trei obiective din comuna Mărăcineni sunt incluse în lista monumentelor istorice din județul Argeș ca monumente de interes local, toate clasificate ca monumente de arhitectură aflate în satul Argeșelu: casa de vânătoare (1875); biserica „Adormirea Maicii Domnului” (1785); și ansamblul conacului Istrate Micescu (începutul secolului al XX-lea), format din conac, pavilioanele din parc, clădirile-anexă și parcul.

### Biserica Ciumești
A fost ctitorită de paharnicul Nicolae Ciumescu, pitarul Radu Mircea cu soția sa, Ecaterina, în 1687-1689, potrivit unei inscripțiii de pe zidul despărțitor dintre pronaos și naos. „Reclădită” în 1785, cu cheltuiala familiei Gheorghe și Elisabeta Răducanu, odată cu adăugarea pridvorului și a turlei-clopotniță. Plan trilobat, cu abside semicirculare în interior și poligonale în exterior; pridvor cu arcade semirculare sprijinite pe coloane și stâlpi de colț. Turlă-clopotniță octogonală deasupra pronaosului, cu acces asigurat pe o scară exterioară. Decorație arhitecturală formată dintr-un tor simplu și cornișă zimțată (cu excepția pridvorului). Pictura murală datează din sec. al XVII-lea și a fost executată de pictorul Iordache, sub supravegherea Comisiei Monumentelor Istorice. În patrimoniul bisericii, se află cărți ritualice, ca de exemplu: Evanghelie (1844), Mineie (1852), Apostol (1857), Cazanie (1898), Tipic (1898) și icoane pictate pe lemn în secolul al XIX-lea.

### Biserica Mărăcineni
A fost construită în perioada anilor 1856-1859, cu ajutorul unui „comitet de inițiativă” format din preot: Dimitrie Georgescu și Ilina-Elena preoteasa, Dimitrie Ciolan, Constantin Dumitrache, Anghel Androne, Filip Constantin și Andrei Marin - potrivit sinodicului bisericii - „aceștia cei mai dintâi, iar alții, numai Dumnezeu le poate da numele lor”. Biserica a fost consolidată cu tiranți metalici (1911), s-a preînnoit prin construirea cafasului pentru cor (1936), cu stăruința preotului Nicolae Constantinescu, a fost reconsolidată și s-a refăcut șarpanta acoperișului (1960-1964), cu ajutorul preotului Petre Buduruș. Plan dreptunghiular, cu altar semicircular; pronaos compartimentat prin coloane prevăzute cu capiteluri ornamentate; pridvor închis, decroșat, subdimensionat. 

### Uzina de Apă a Piteștiului
A fost edificată conform proiectului inginerului constructor piteștean Dimitrie Dima. În baza contractului dintre Primăria Pitești și firma ing. W.H. Lindley pentru alimentarea cu apă a orașului (1905), se propunea utilizarea surselor subterane de apă de la Gropeni, expropriindu-se, în acest scop, 10 ha teren și săpându-se, de către firma Vintertur, 25 de puțuri pentru captarea apei. Uzina de apă a fost edificată sub coordonarea constructorului Ion Rădulescu, lucrările fiind constant controlate de primarul Piteștiului, Nicolae Dumitrescu, care nu acceptase varianta aducerii apei, prin conducte, din zona Curtea de Argeș.

### Institutul Național de cercetare pentru pomicultură
A fost înființat în anul 1967, având terenuri cultivate cu diverse soiuri de pomi fructiferi și arbuști.